# Église Saint-François-d'Assise (Vilnius)

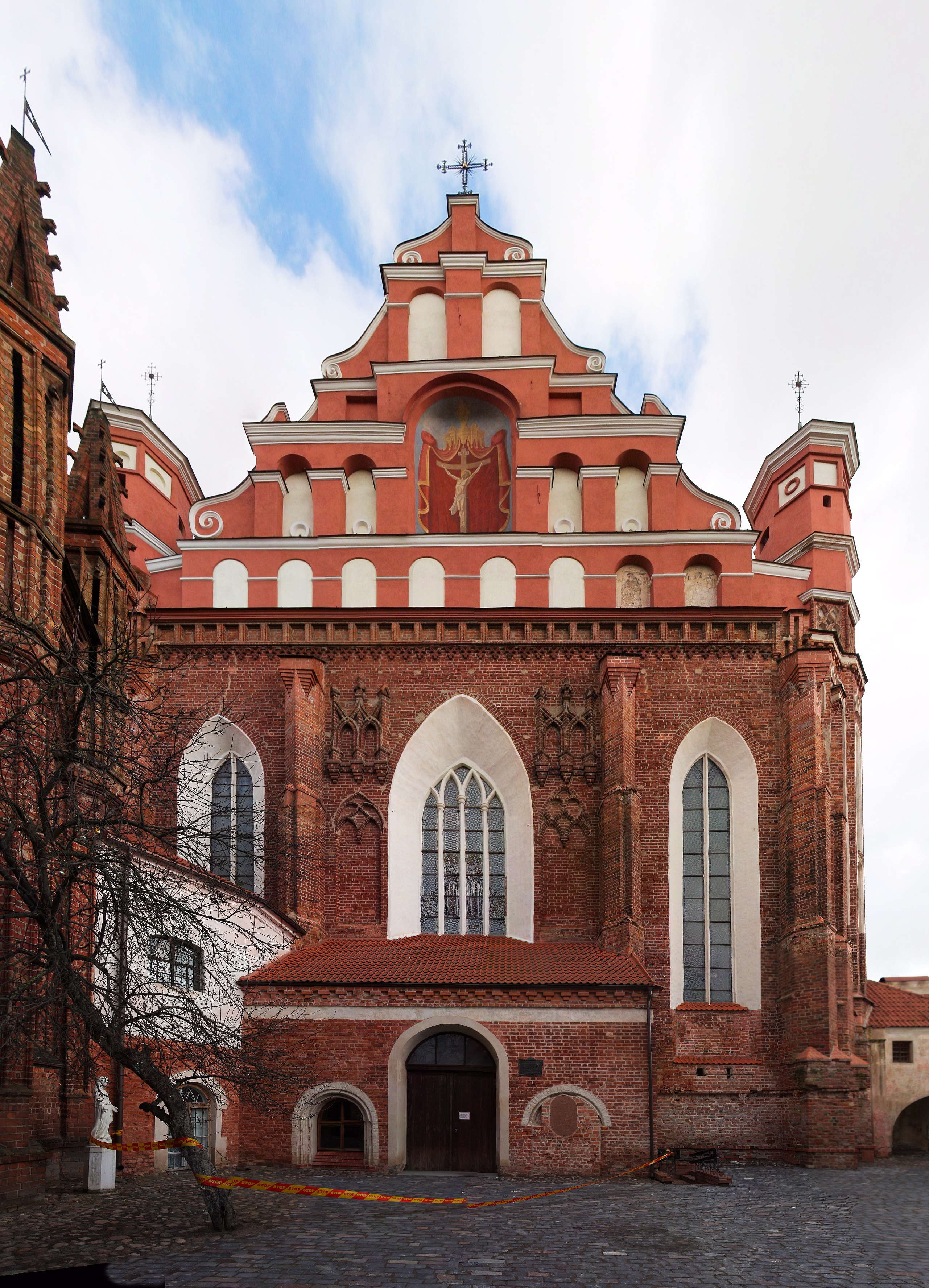
La façade de l'église

54° 40′ 59,31″ N, 25° 17′ 38,03″ E
Pour les articles homonymes, voir Église Saint-François-d'Assise.
L'église Saint-Françoise-d'Assise est une église catholique située dans le centre historique de Vilnius qui jouxte l'église Sainte-Anne. Elle est un bel exemple de gothique tardif en briques, typique des églises du nord-est de l'Europe, de la mer du Nord à la Baltique, avec son fronton caractéristique. Elle comporte aussi bon nombre d'éléments Renaissance et des traits architecturaux baroques.
L'église est ouverte le lundi, le mardi, le jeudi et le vendredi de 7 h à 18 h, le mercredi et le samedi de 10 h à 19 h et le dimanche de 8 h 30 à 19 h. 
Les messes sont en lituanien en semaine et le dimanche à 10 h 30, 13 h et 17 h et en anglais le mercredi et le dimanche à 9 h, ainsi qu'en latin le vendredi à 7 h 30. L'église est desservie par cinq pères franciscains.

## Histoire

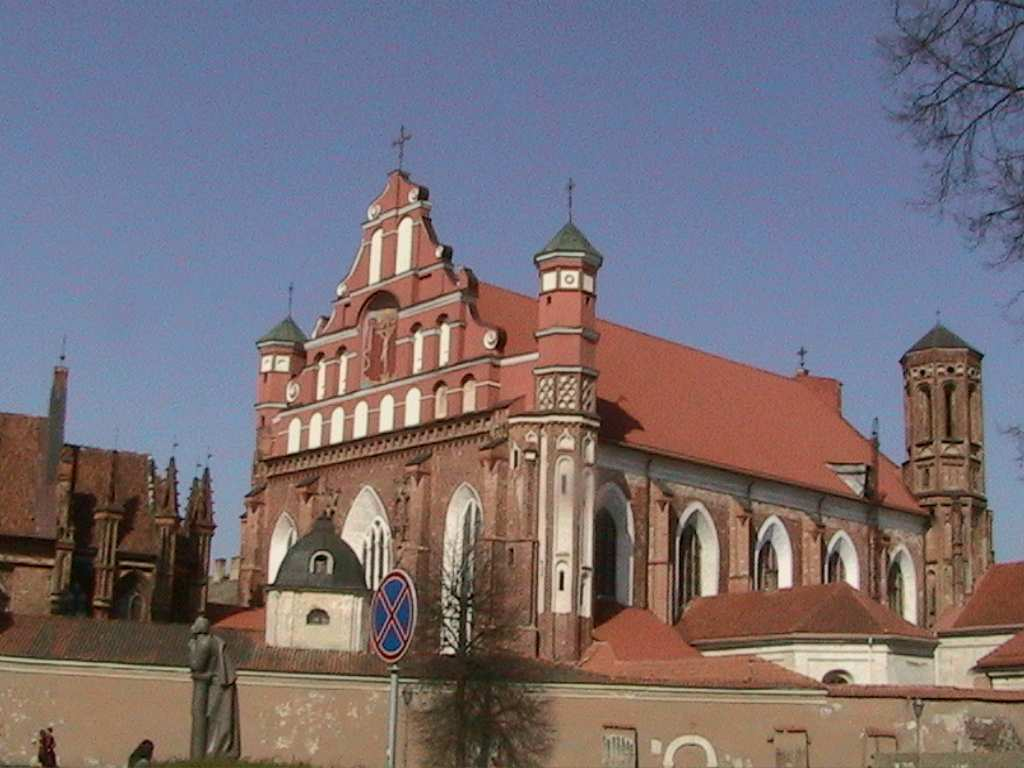
Vue latérale de l'église

Les premiers Franciscains de stricte observance arrivent en 1469 de Cracovie à l'invitation de Casimir IV Jagellon afin, comme l'on dirait aujourd'hui, d'assurer les services sociaux de la ville. Ceux-ci sont issus d'une branche réformée par saint Bernardin de Sienne, d'où leur nom de Bernardins (à ne pas confondre avec les Bernardins issus de l'Ordre de Cîteaux). Leur première église en bois brûle et ils en construisent une seconde en 1490 derrière l'l'église Sainte-Anne, mais qu'ils doivent rebâtir une dizaine d'années plus tard à cause de malfaçons. L'église est en pierre et consacrée à saint François d'Assise, fondateur de l'Ordre des Frères mineurs.
L'église et le monastère sont sous la protection du roi Étienne Bathory et du prince Nicolas-Christophe Radziwill qui l'agrandissent, et les religieux bénéficient des donations des bourgeois et des habitants de la ville en remerciement des services caritatifs rendus. Des chapelles latérales sont rajoutées au cours du XVIIe siècle. La fresque de la Crucifixion sur la façade date du XVIIIe siècle. L'intérieur est réaménagé ensuite : les chapelles (au nombre de onze) sont décorées en style baroque tardif entre 1763 et 1781. Le maître-autel dédié à la Passion du Christ et agrémenté de sculptures et de colonnades est offert par l'hetman (c'est-à-dire commandant en chef) Chodkiewicz et les fameuses orgues, un peu plus tard par Jérôme Chodkiewicz. Cette famille était l'une des plus puissantes du grand-duché de Lituanie.
Le monastère et l'église des Bernardins souffrent de dommages pendant le stationnement des troupes napoléoniennes, pendant la campagne de Russie de 1812. Vilnius, devenue officiellement Vilna (son nom en russe, biélorusse et yiddish), fait alors partie de l'Empire russe, depuis le troisième partage de la Pologne entre l'Autriche, la Prusse et la Russie en 1795. La ville est majoritairement polonaise, avec une forte densité de Juifs s'exprimant en yiddish et en allemand, et une minorité biélorusse partagée entre Uniates  et Latins. Il y a aussi des Ruthènes et les Lituaniens, ruraux, ne sont que moins de 5 %. La ville continue de s'agrandir et l'évêque Mgr Strojnowski confie aux Bernardins les nouvelles paroisses de l'autre côté de la rive. Ils sont aimés de la population pour les soins spirituels et matériels apportés et pour l'école de garçons renommée qu'ils ont ouverte.
Toutefois la Pologne est traversée de crises nationales, et après le soulèvement de 1863, le monastère est confisqué en 1864 et les Bernardins sont dispersés. L'église devient alors simple église paroissiale. Elle récupère par la suite du mobilier liturgique et des tableaux de l'église des Trinitaires d'Antokol (faubourg de la ville). L'ancien parc des Bernardins disparaît en partie dans les années 1870, lorsque la rue est élargie, et l'aspect extérieur des deux églises (Sainte-Anne et Saint-François) change avec en particulier la construction du clocher en néo-gothique. 
Les autorités de la république socialiste soviétique de Lituanie ferment l'église en 1949, pour la transformer en entrepôt. Elle est rendue à l'archidiocèse de Vilnius en 1992 et consacrée en 1994. Les Francicains s'y installent à nouveau.

## Galerie

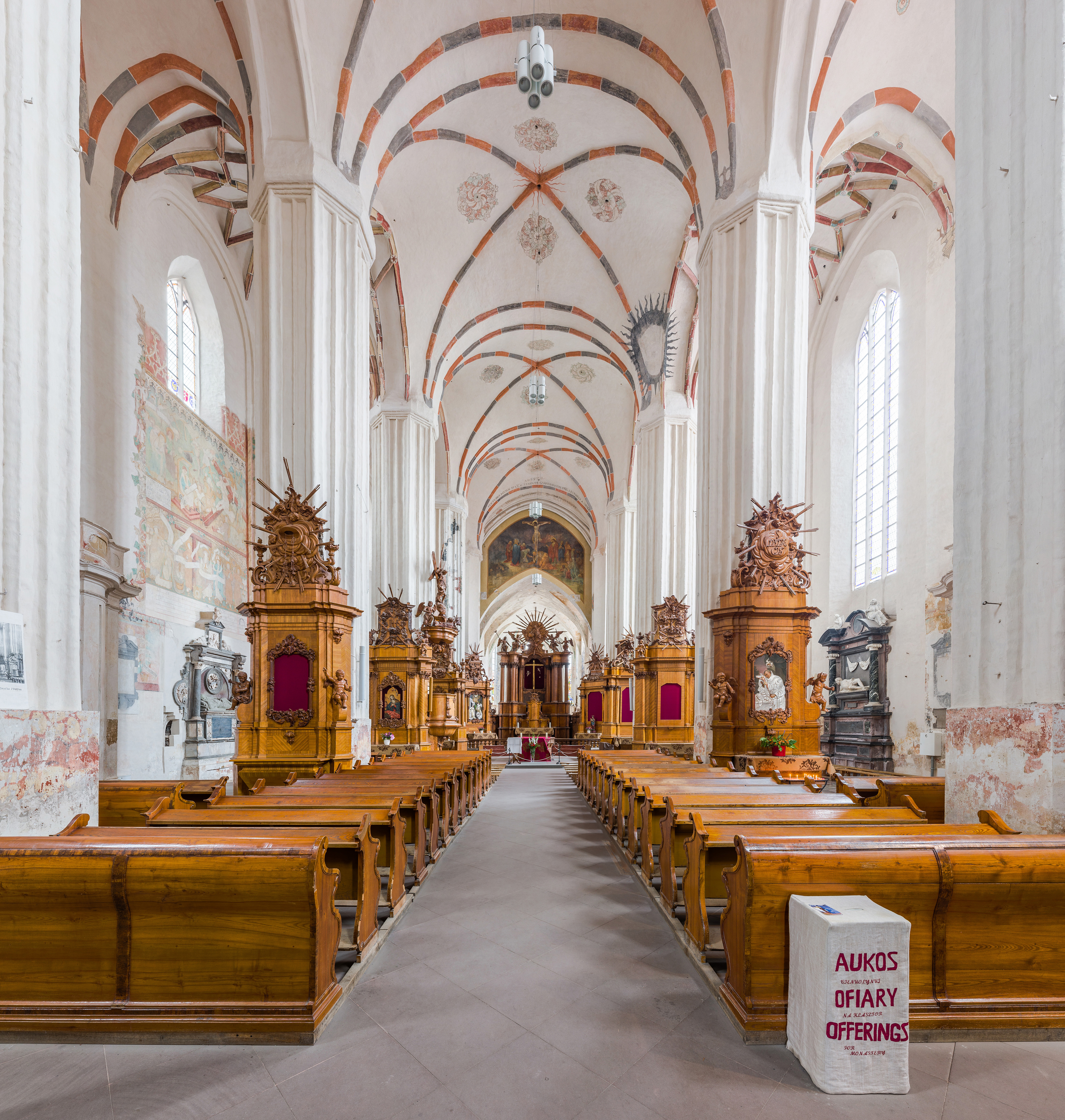
Intérieur
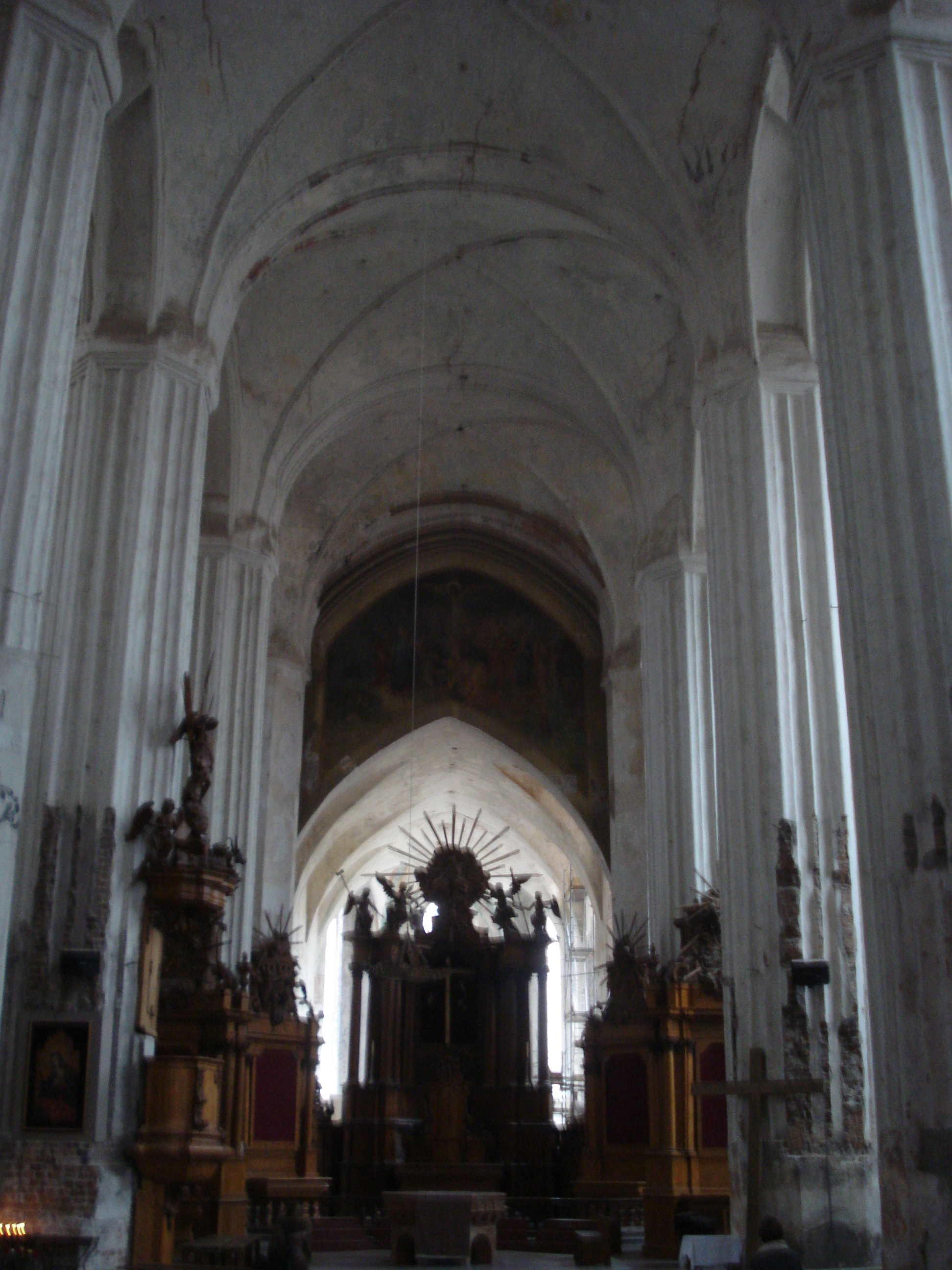
La grande nef
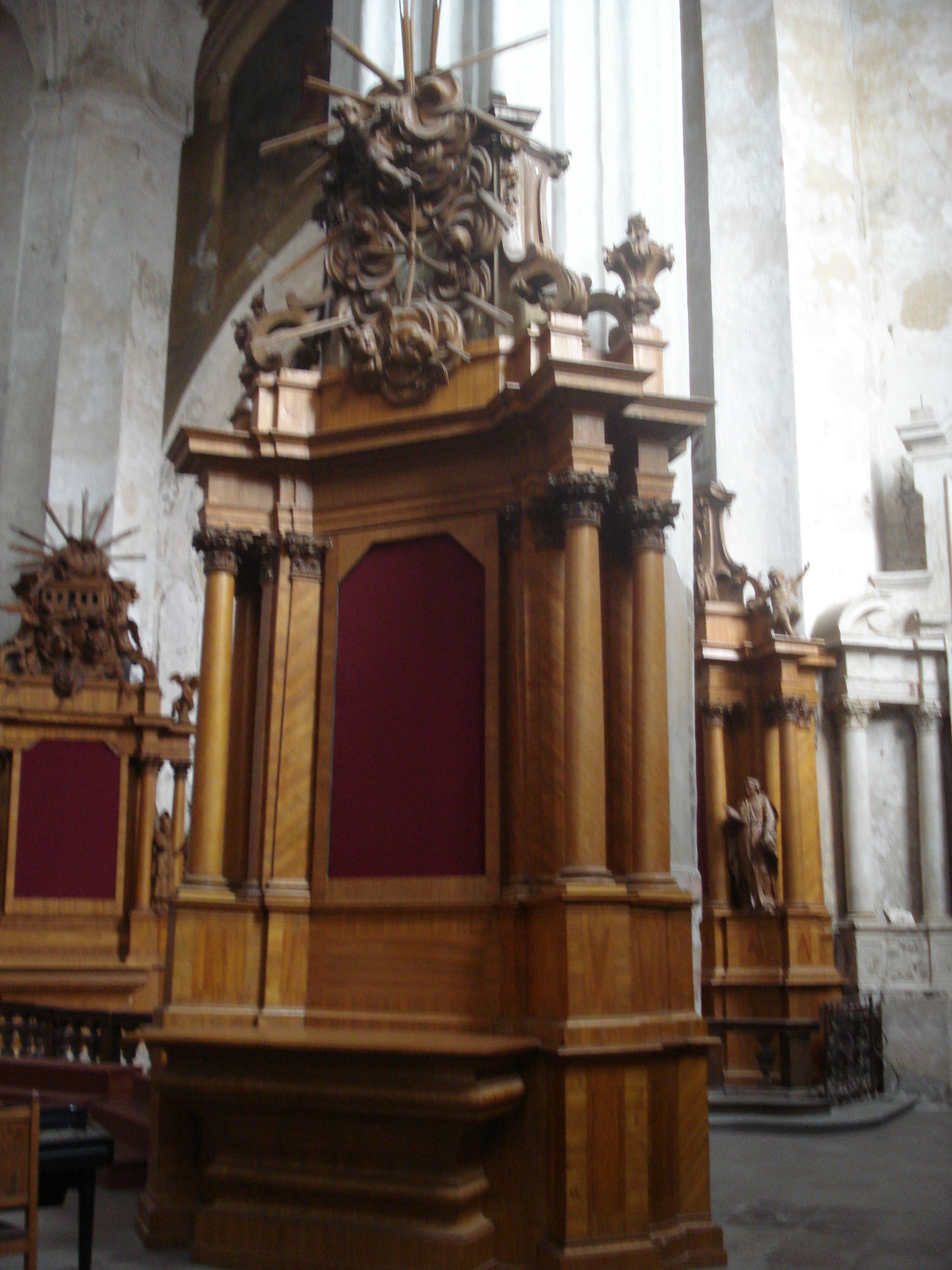
Autel latéral
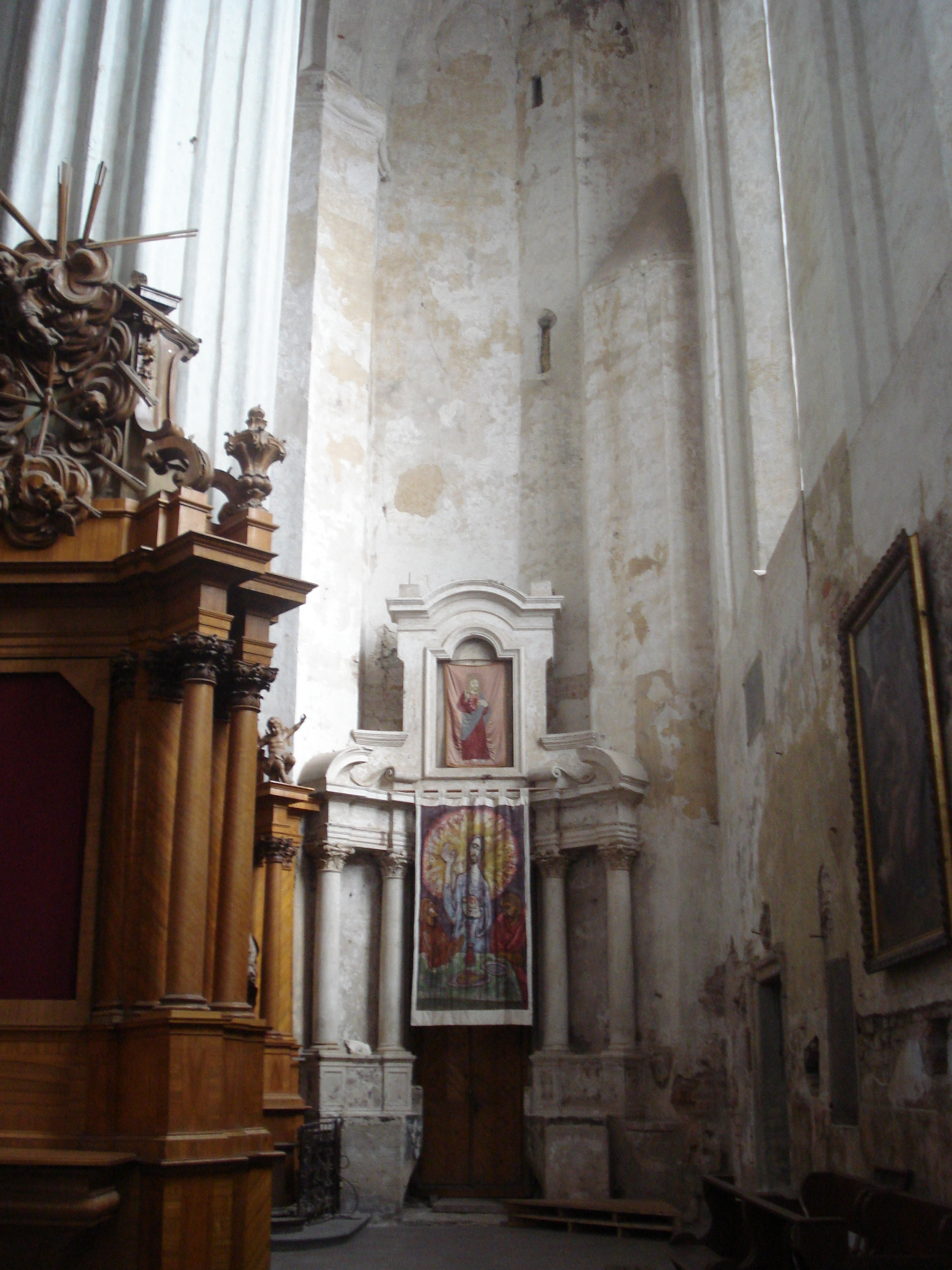
Nef latérale
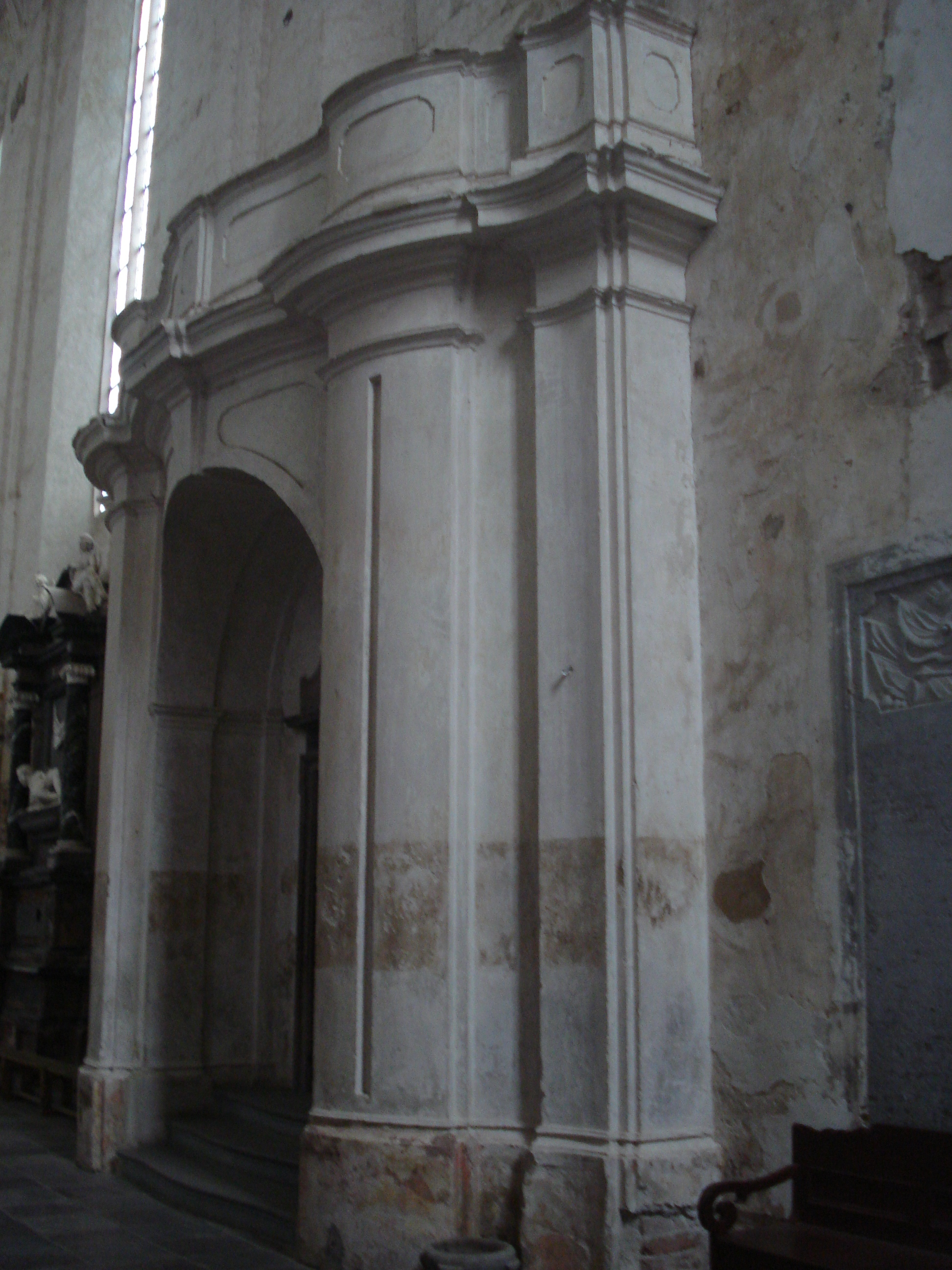
Entrée de la chapelle
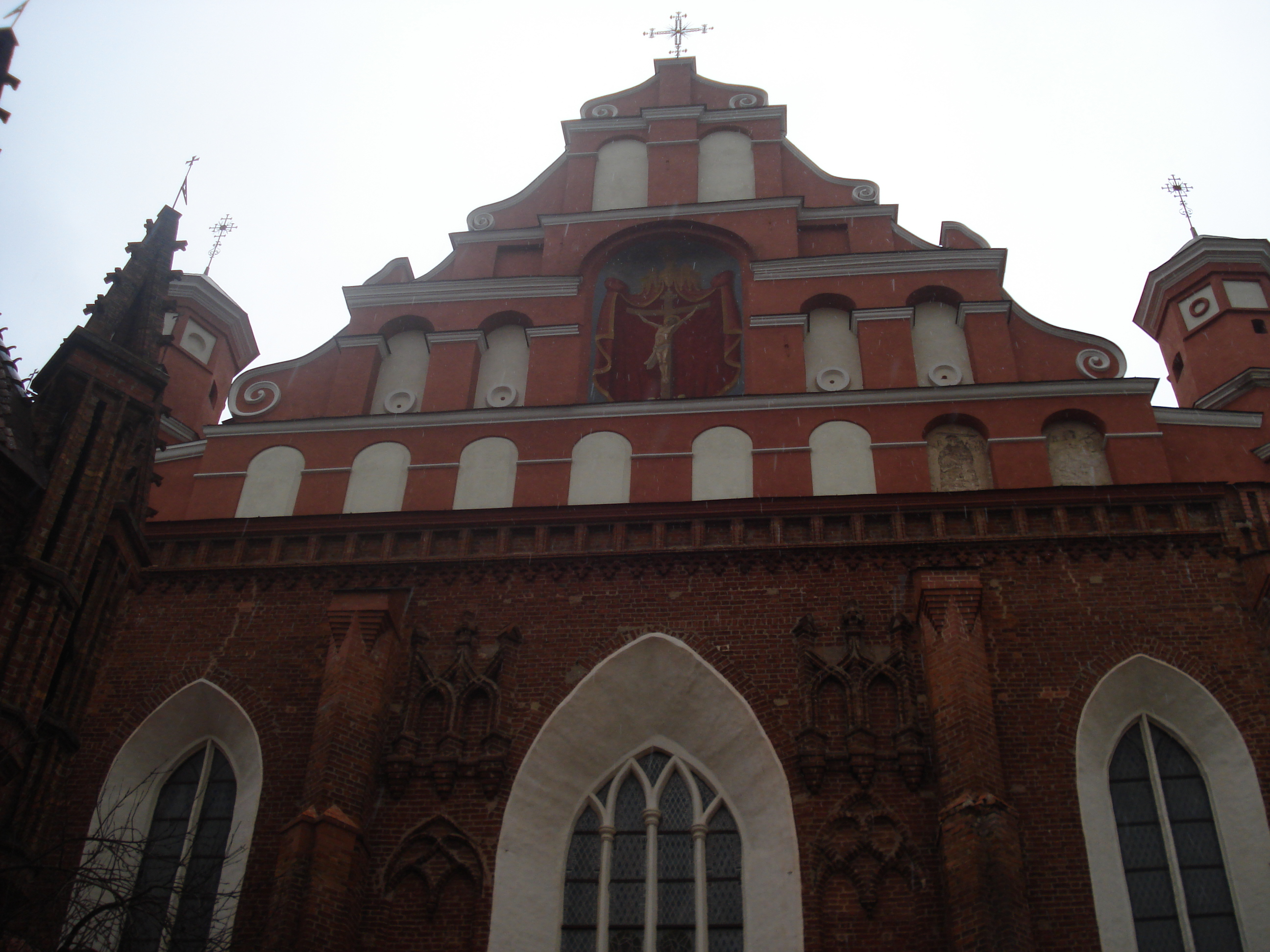
Partie supérieure de la façade
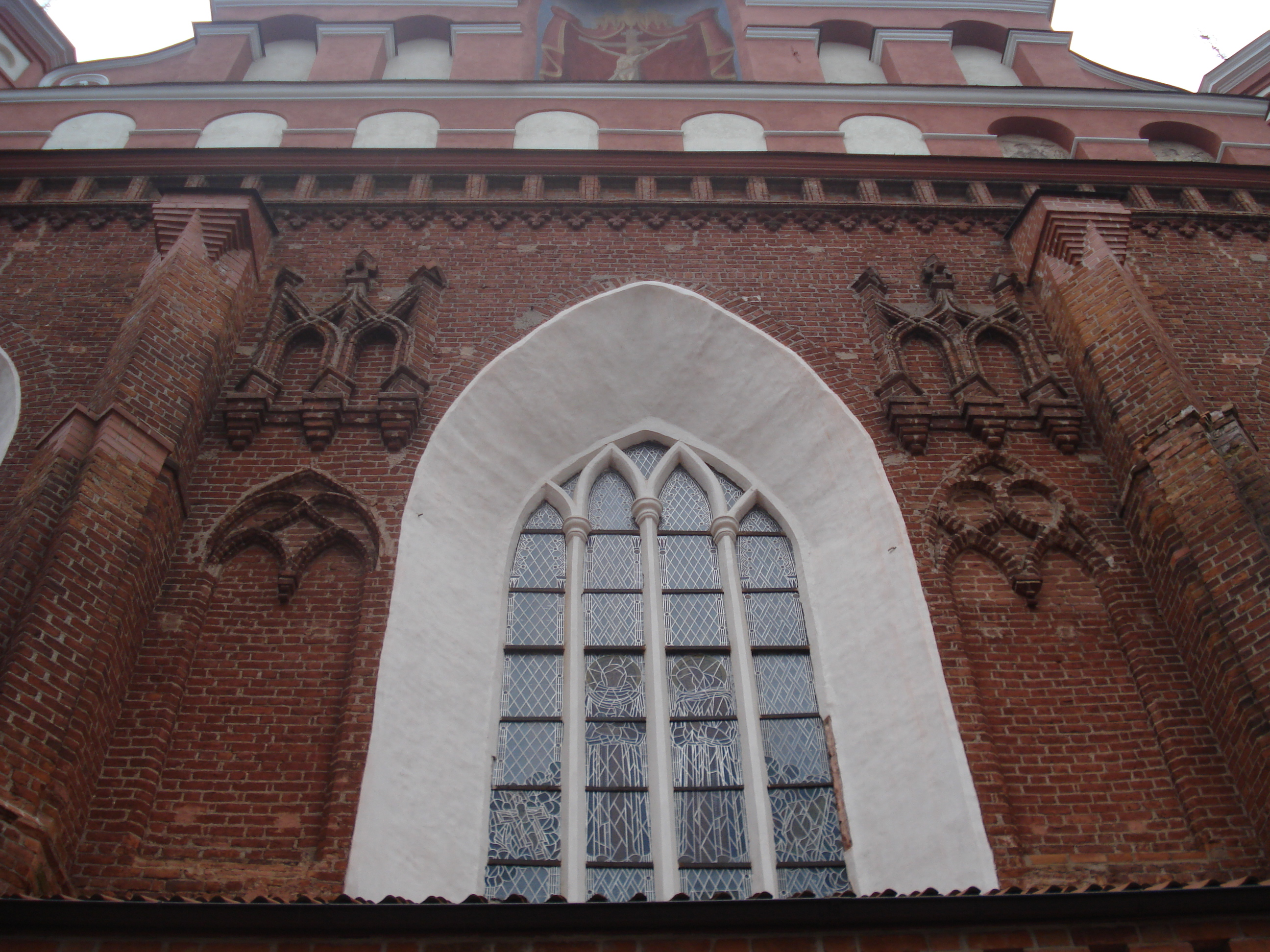
fenêtre centrale
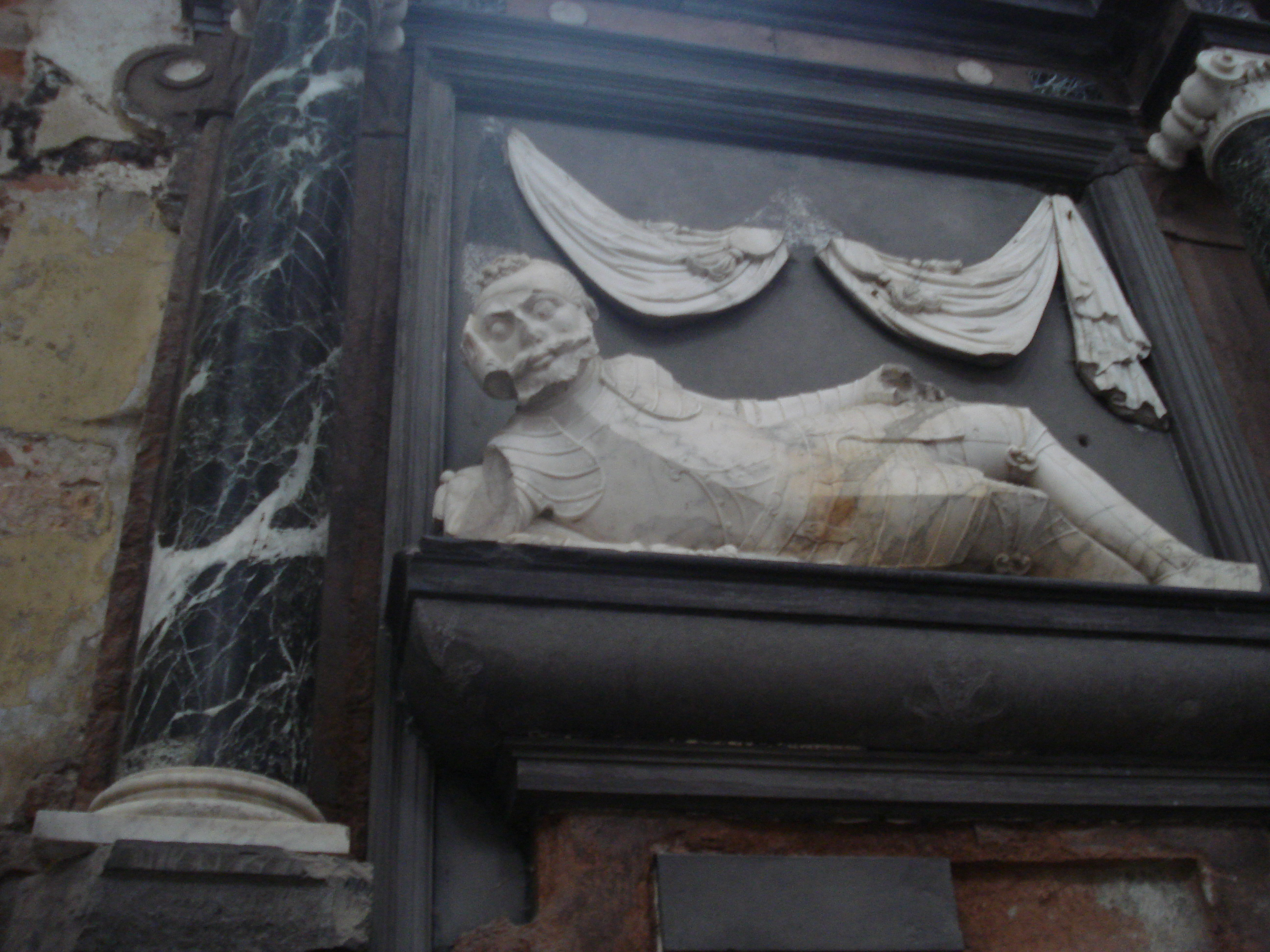
Monument funéraire de Pierre Wiesiolkowski
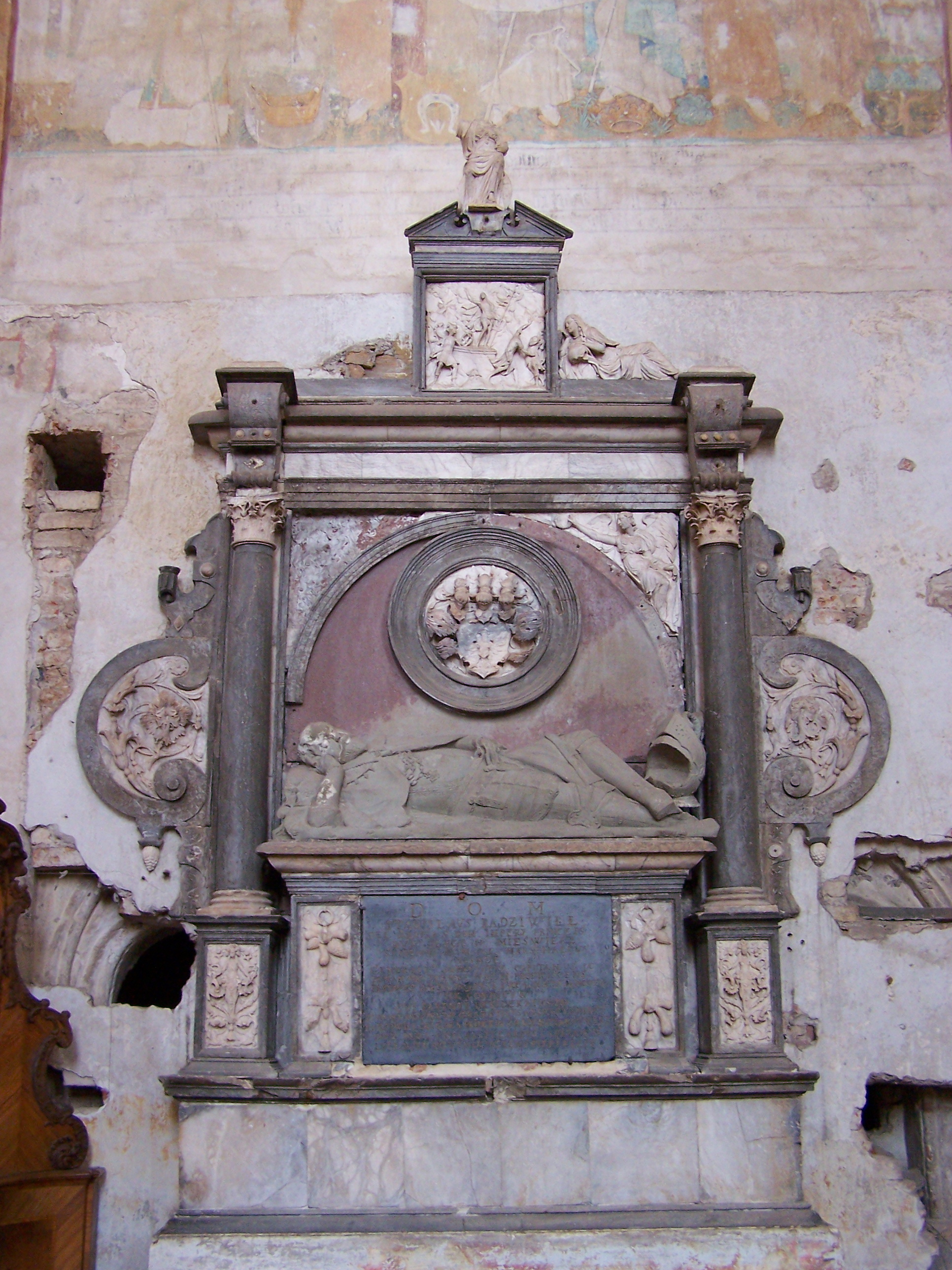
Monument funéraire du prince Stanislas Radziwill